# Myospila meditabunda
Myospila meditabunda este o specie de muște din genul Myospila, familia Muscidae. A fost descrisă pentru prima dată de Fabricius în anul 1781. Conform Catalogue of Life specia Myospila meditabunda nu are subspecii cunoscute.